# 路易斯·阿普頓
路易斯·卡修斯·阿普頓（英語：Louis Cassius Upton，1886年10月10日—1952年10月9日），1911年，路易斯與他的叔叔埃莫里·阿普頓（Emory Upton）以及投資者洛厄爾·巴斯福德（Lowell Bassford）共同創辦了惠而浦（原名阿普頓機械公司）。